# Отета
Отета (тур. Esaret) турска је телевизијска серија, снимана од 2022.
У Србији је емитује Пинк од 19. фебруара 2024.

## Радња
Прича о Орхуну, који жели да освети своју сестру, и Хири, која је заробљеница своје савести. Орхун је успешан бизнисмен који је одрастао у богатој породици без љубави заједно са својом сестром близнакињом Нихан, млађом сестром Нурсах и њиховом хладном, удаљеном мајком Афифе. Нихан је отишла да волонтерски ради као лекарка у Еритреји, али је однедавно било немогуће контактирати, а њена породица је забринута за њу. Док тражи своју сестру, наилази на Хиру, сиромашну девојку која живи као затвореница у рукама трговаца људима. Када сазнају да је Нихан отровала и убила локална банда, Орхун се сломи.

## Улоге
| Глумац           | Улога                   |
| ---------------- | ----------------------- |
| Џенк Торун       | Орхун Демирханли        |
| Махасин Мерабет  | Хира Демирханли         |
| Али Јагиз Дурмуш | Кенан Чевик             |
| Јагмур Челик     | Хусрах Демирханли Чевик |
| Синем Карачобан  | Нефес Чевик             |
| Булент Ергун     | Рашит                   |
| Есра Демирџи     | Фериха                  |
| Зеки Оџак        | Јакуп Уста              |
| Фулија Озџан     | Халисе                  |
| Угур Далмиш      | Јавуз                   |
| Мустафа Шимшек   | Шевкет                  |
| Мбаје Дјенг      | Муса                    |
| Дениз Танфенер   | Гонџа                   |
| Билек Орундаш    | Фатих                   |
| Берсу Гоксел     | Афет                    |
| Азру Џанполат    | Исмет Џејлан            |

## Епизоде
| Сезона | Сезона | Епизоде | Емитовање у Турској | Емитовање у Турској | Емитовање у Турској | Емитовање у Србији | Емитовање у Србији | Емитовање у Србији |
| Сезона | Сезона | Епизоде | Премијера           | Финале              | Мрежа               | Премијера          | Финале             | Мрежа              |
| ------ | ------ | ------- | ------------------- | ------------------- | ------------------- | ------------------ | ------------------ | ------------------ |
|        | 1.     | 160     | 21. новембар 2022.  | 21. јул 2023.       |                     | 19. фебруар 2024.  | 2. октобар 2024.   |                    |
|        | 2.     | 218     | 11. септембар 2023. | 10. јул 2024.       | 3. октобар 2024.    | данас              |                    |                    |
|        | 3.     | 179     | 5. октобар 2024.    | 14. јул 2025.       |                     |                    |                    |                    |